# Nadejda Andreevna Tolokonnikova

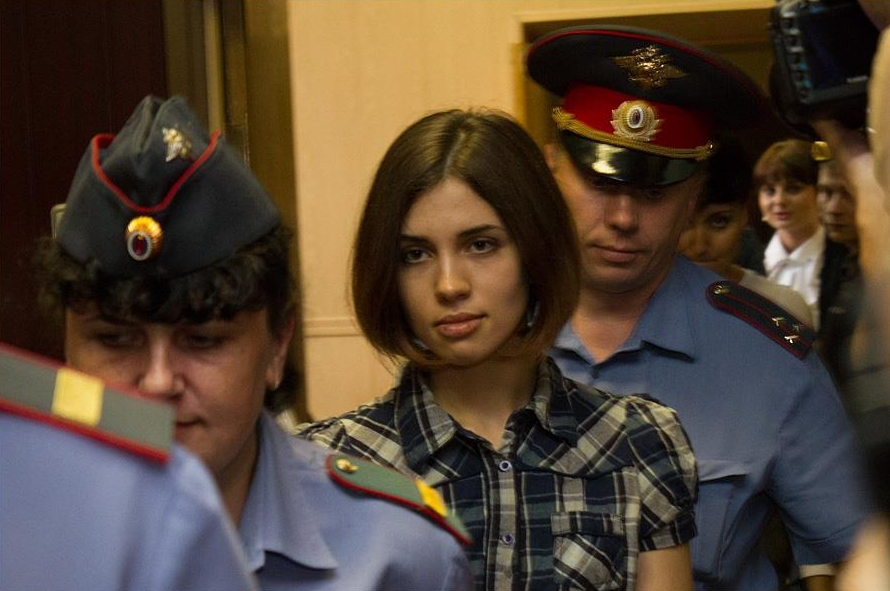
Nadejda Andreievna Tolokonnikova (2012)

Nadejda Andreevna Tolokonnikova (în rusă Наде́жда Андре́евна Толоко́нникова; n. 7 noiembrie 1989, Norilsk, RSFS Rusă, URSS) este o activistă politică rusă, care face parte din formația militantă Pussy Riot, ea a ajuns să fie cunoscută pe plan internațional când a participat la o acțiune de protest împotriva politicii totalitare a lui Putin, acesta acțiune a avut loc la data de 21 februarie 2012 în Catedrala „Hristos Mântuitorul” din Moscova. Această acțiune de protest a stârnit emoții diferite, pe de o parte indignarea credincioșilor creștini, iar pe de altă simpatie în țările democratice unde sunt condamnate toate măsurile de suprimare a tendențelor de democratizare. 
Membrii formației Pussy Riot care au luat parte la această acțiunea de protest au fost condamnați la 3 ani de detenție, fiind acuzați de huliganism.

## Date biografice
Tolokonnikova a studiat filozofie la Universitatea Lomonosov din Moscova. Ea este căsătorită cu artistul și activistul politic Piotr Versilov cu care are o fetiță.